# 환경위성국제워크숍
환경위성국제워크숍(환경위성국제연수회, International GEMS Workshop)은 2010년 천리안 2호의 환경위성(환경위성탑재체) 개발을 위하여 개최되는 국제연수 프로그램이다. 대한민국 및 미국 NASA, 유럽연합의 ESA, 캐나다, 중국, 일본의 기관 및 대학의 관련 과학자들이 모여서 연구결과 및 동향을 발표하였다. 2019년은 11월 19일 ~ 21일에 10회차 연수회가 개최되었다. 

## 개요
대한민국 환경부 국립환경과학원이 주관하며, 연수회는 환경위성탑재체의 개발에 따라 위성의 개발, 활용, 검증 등의 다양한 주제로 진행된다. 필요에 따라서는 기관간 MOU 및 공동연구를 위한 협력 등 의견교환을 위한 회의도 진행된다.

## 개최기록
| 회차 | 연     | 월일                | 장소                              |
| ---- | ------ | ------------------- | --------------------------------- |
| 1회  | 2010년 | 8월 23일~8월 24일   | 서울                              |
| 2회  | 2011년 | 8월 31일~9월 2일    | 서울                              |
| 3회  | 2012년 | 10월 8일~10월 10일  | 서울                              |
| 4회  | 2013년 | 10월 14일~10월 16일 | 서울                              |
| 5회  | 2014년 | 10월 7일~10월 10일  | 서울                              |
| 6회  | 2015년 | 10월 6일~10월 8일   | 부산                              |
| 7회  | 2016년 | 10월 10일~10월 14일 | 서울                              |
| 8회  | 2017년 | 9월 25일~9월 27일   | 서울                              |
| 9회  | 2018년 | 10월 1일~10월 3일   | 서울                              |
| 10회 | 2019년 | 11월 19일~11월 22일 | 서울                              |
| 11회 | 2020년 | 11월 24일~11월 25일 | 인천(코로나로 인한 화상회의 개최) |
| 12회 | 2021년 | 11월 22일~11월 23일 | 인천(코로나로 인한 화상회의 개최) |

## 참고 문헌
- 환경부 보도자료
- 국립환경과학원(2019). 환경위성 Q&A.
- 환경위성 이용한 미세먼지 해법, 국내외 전문가 머리 맞대[1]

1. ↑  “환경위성 이용한 미세먼지 해법, 국내외 전문가 머리 맞대”.